# Black Lips
Black Lips är ett garagerockband från Atlanta, Georgia, USA. Bandet bildades 1999 och har sedan dess släppt en rad studioalbum. Black Lips har också spelat in ett album tillsammans med The King Khan & BBQ Show under namnet Almighty Defenders.

## Medlemmar
Nuvarande medlemmar
- Cole Alexander – sång, rytmgitarr (1999– )
- Jared Swilley – sång, basgitarr (1999– )
- Oakley Munson – trummor (2017– )
- Zumi Rosow – saxofon (2017– )
- Jeff Clarke – sång, gitarr, (2018– )

Tidigare medlemmar
- Ian Saint Pé Brown – gitarr (2004–2014)
- Ben Eberbaugh – gitarr, sång (1999–2002; död 2002)
- Richie Hayes – gitarr (2004)
- Jack Hines – gitarr, bakgrundssång (2002–2004, 2014–2017)
- Joe Bradley – sång, trummor (1999–2017)

## Diskografi
Studioalbum
- 2003 – Black Lips!
- 2004 – We Did Not Know the Forest Spirit Made the Flowers Grow
- 2005 – Let It Bloom
- 2007 – Good Bad Not Evil
- 2009 – 200 Million Thousand
- 2011 – Arabia Mountain
- 2014 – Underneath the Rainbow
- 2017 – Satan's Graffiti or God’s Art?

Livealbum
- 2005 – Live @ WFMU
- 2007 – Los Valientes del Mundo Neuva
- 2012 – Live At Third Man Records